# كارلوس أرانغو
كارلوس أرانغو (بالإسبانية: Carlos Arango Medina) هو لاعب كرة قدم كولومبي، ولد في 31 يناير 1928 في سانتا مارتا في كولومبيا، وتوفي في 15 أغسطس 2014 في لوس أنجلوس في الولايات المتحدة. شارك مع منتخب كولومبيا لكرة القدم. أما مع النوادي، فقد لعب مع أتلتيكو ناسيونال وأونس كالداس وإنديبندينتي ميديلين وإنديبنديينتي سانتا في ونادي ميلوناريوس.

## وصلات خارجية
- كارلوس أرانغو على موقع الاتحاد الدولي (مؤرشف)  (الإنجليزية)
- كارلوس أرانغو على موقع ناشيونال فوتبول تيمز (الإنجليزية)
- كارلوس أرانغو على موقع عالم كرة القدم.نت (الإنجليزية)